# Sajósenye, Borsod-Abaúj-Zemplén
Sajósenye este un sat în districtul Miskolc, județul Borsod-Abaúj-Zemplén, Ungaria, având o populație de 437 de locuitori (2011). 

## Demografie
Componența etnică a satului Sajósenye
     Maghiari (97,77%)
     Romi (2,23%)
Componența confesională a satului Sajósenye
     Romano-catolici (37,76%)
     Reformați (32,27%)
     Greco-catolici (9,15%)
     Fără religie (5,03%)
     Necunoscută (15,79%)
Conform recensământului din 2011, satul Sajósenye avea 437 de locuitori. Din punct de vedere etnic, majoritatea locuitorilor (97,77%) erau maghiari, cu o minoritate de romi (2,23%). Nu există o religie majoritară, locuitorii fiind romano-catolici (37,76%), reformați (32,27%), greco-catolici (9,15%) și persoane fără religie (5,03%). Pentru 15,79% din locuitori nu este cunoscută apartenența confesională.